# 君への誓い
『君への誓い』（きみへのちかい、原題: The Vow）は、2012年のアメリカ合衆国の恋愛映画。

## ストーリー
実話をもとに、交通事故で夫の存在を忘れてしまった妻と、彼女の愛を取り戻そうとする夫の姿を描く。妻のペイジ(レイチェル・マクアダムス)と夫のレオ(チャニング・テイタム)は、幸せな結婚生活を送っていた。ある冬の夜、二人は突然の追突事故に巻き込まれてしまう。ペイジはフロントガラスを突き破って前に押し出され病院に運ばれた。病室のベッドで目覚めたペイジは、外傷性脳損傷で夫との楽しい思い出を全て忘れてしまっていた。レオは、自分がペイジの夫であることを証明するために、全力で妻の記憶を取り戻そうとする。ある時、ペイジは久しぶりにロースクールの仲間たちと会う。そこで、かつてのフィアンセ、ジェレミー（スコット・スピードマン）と再会する。ペイジは、シカゴ美術大学に行くためにロースクールをやめ、ジェレミーとの婚約を一方的に破棄していた。しかし、ペイジはその記憶を失っていたため、自ら絶縁したはずのジェレミーの会社へと足を運ばせていた。

## キャスト
※括弧内は日本語吹き替え
- ペイジ・コリンズ - レイチェル・マクアダムス（小島幸子）
- レオ・コリンズ - チャニング・テイタム（川島得愛）
- リタ・ソーントン - ジェシカ・ラング（久保田民絵）
- ビル・ソーントン - サム・ニール（石塚運昇）
- グウェン・ソーントン - ジェシカ・マクナミー（岡寛恵）
- フィッシュマン医師 - ウェンディ・クルーソン
- リリー - タチアナ・マスラニー（山根舞）
- カイル - ルーカス・ブライアント
- ジェレミー - スコット・スピードマン（檀臣幸）
- ダイアン - サラ・カーター（木村はるか）

## 評価
レビュー・アグリゲーターのRotten Tomatoesでは135件のレビューで支持率は31%、平均点は5.00/10となった。Metacriticでは28件のレビューを基に加重平均値が43/100となった。

## 関連作品
- 潮風のいたずら Overboard (1987)
- 50回目のファースト・キス 50 First Dates (2004)
- 私の頭の中の消しゴム 내 머리 속의 지우개 (2004)
- たったひとつの愛 One True Love (2008)